# Marie Vincent (Basketballspielerin)
Marie Vincent (auch Marrie Vicent) ist eine ehemalige Schweizer Basketballspielerin.

## Karriere
Vincent nahm mit der Schweizer Basketballnationalmannschaft der Damen an der ersten Weltmeisterschaft 1953 in Santiago de Chile teil. In den Spielen gegen Chile (28:37), Kuba (28:32), Mexiko (25:40), Peru (26:34) und erneut Kuba (17:5) erzielte die Schweizerin sieben Punkte. Ausserdem nahm Vicent mit der Nationalmannschaft an der Europameisterschaft 1956 in Prag teil. In den Spielen gegen die Sowjetunion (25:153), die Niederlande (18:71), Österreich (29:69), Dänemark (58:56 OT), Finnland (54:70), Rumänien (34:91), Schottland (63:50) und erneut Dänemark (33:47) erzielte die Schweizerin 54 Punkte. Gegen die Sowjetunion (9) und Schottland (16 Punkte) überzeugte Vincent als erfolgreichste Werferin des Teams.
Im Sommer 1956 war Vincent nicht verheiratet und spielte auf Vereinsebene in Genf.